# Palazzo Dami
Der Palazzo Dami befindet sich in Florenz, in der Via Maggio 38/a. Der Palast erstreckt sich über den gesamten Häuserblock und erreicht auf der Rückseite den Borgo Tegolaio, wo sich die alte Kutschenremise mit den Stallungen befindet.

## Geschichte
Der Palazzo wurde 1735 von Giuliano Dami, Kammeradjutant und „Günstling“ des siebten und letzten Großherzogs der Toskana, Gian Gastone de’ Medici, von den Nonnen des Ordens des Heiligen Raphael erworben. Es handelt sich wahrscheinlich um ein Wohnhaus aus dem 15. Jahrhundert, das aus einem Turmhaus aus dem 13. Jahrhundert umgewandelt wurde. Die Architekten Ferdinando Ruggieri und Giovacchino Fortini modernisierten es im Rokoko-Stil, mit Ausnahme des Innenhofs, in dem noch die Loggia aus dem 15. Jahrhundert erhalten ist, die zusammen mit der Holzdecke des Pianos Nobile das einzige Zeugnis aus der Zeit vor der Renaissance darstellt.
Nach dem Tod von Dami im Jahr 1750 wurde das Gebäude von seinen Enkeln verkauft und von der florentinischen Adelsfamilie Bicchierai erworben, die es in drei große Appartements aufteilte und einige Veränderungen vornahm, die jedoch den Stil des 18. Jahrhunderts bewahrten. Von der Familie Bicchierai ging das Gebäude im 20. Jahrhundert an neue Eigentümer über.
Der augenfälligste Eingriff war die Schaffung eines Zwischengeschosses im Innenhof und die Wendeltreppe, die den Zugang zu dieser neuen Ebene ermöglichte, die bis vor kurzem als Küche für die Bediensteten des Piano Nobile diente.

## Architektur

### Außen und Hof

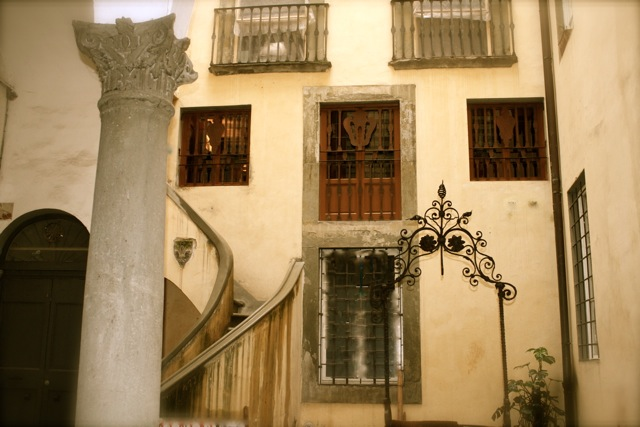
Der Hof des Palazzo

Das Äußere des Gebäudes weist wertvolle Elemente auf, wie die Fresken in den beiden großen Fenstern des Piano Nobile und den Maskaron im Schlussstein des Portalbogens, der von einem raffinierten Volutengitter aus der Epoche überragt wird, sowie die noch originale Eingangstür aus Casentino-Tanne aus dem 18. Jahrhundert. Im Inneren befindet sich ein kleiner, aber anmutiger Innenhof, der ein interessantes Beispiel für den eklektischen Stil darstellt, mit verschiedenen Elementen wie einem schmiedeeisernen Brunnenkopf, einer geschwungenen Treppe, Kragsteinen in verschiedenen Formen und einer Reihe von Wappen, die den Portikus mit zwei Spitzbögen an der Ostseite bereichern, der von einer Säule aus Pietra Serena getragen wird.
Das kunstvolle Eisengitter, das den ersten Stock des Treppenhauses erhellt, ist hingegen ein Umbau des 19. Jahrhunderts, der auf Kosten des teilweisen Abrisses des historischen Gewölbes der Galerie auf dem Piano nobile durchgeführt wurde, das sich bis zum Salone da Ballo fortsetzte, als der Palazzo noch ein einziges Gebäude war. Diese gravierende Veränderung wurde in der zweiten Hälfte des 19. Jahrhunderts vorgenommen, um mehr Licht in das Treppenhaus zu bringen.

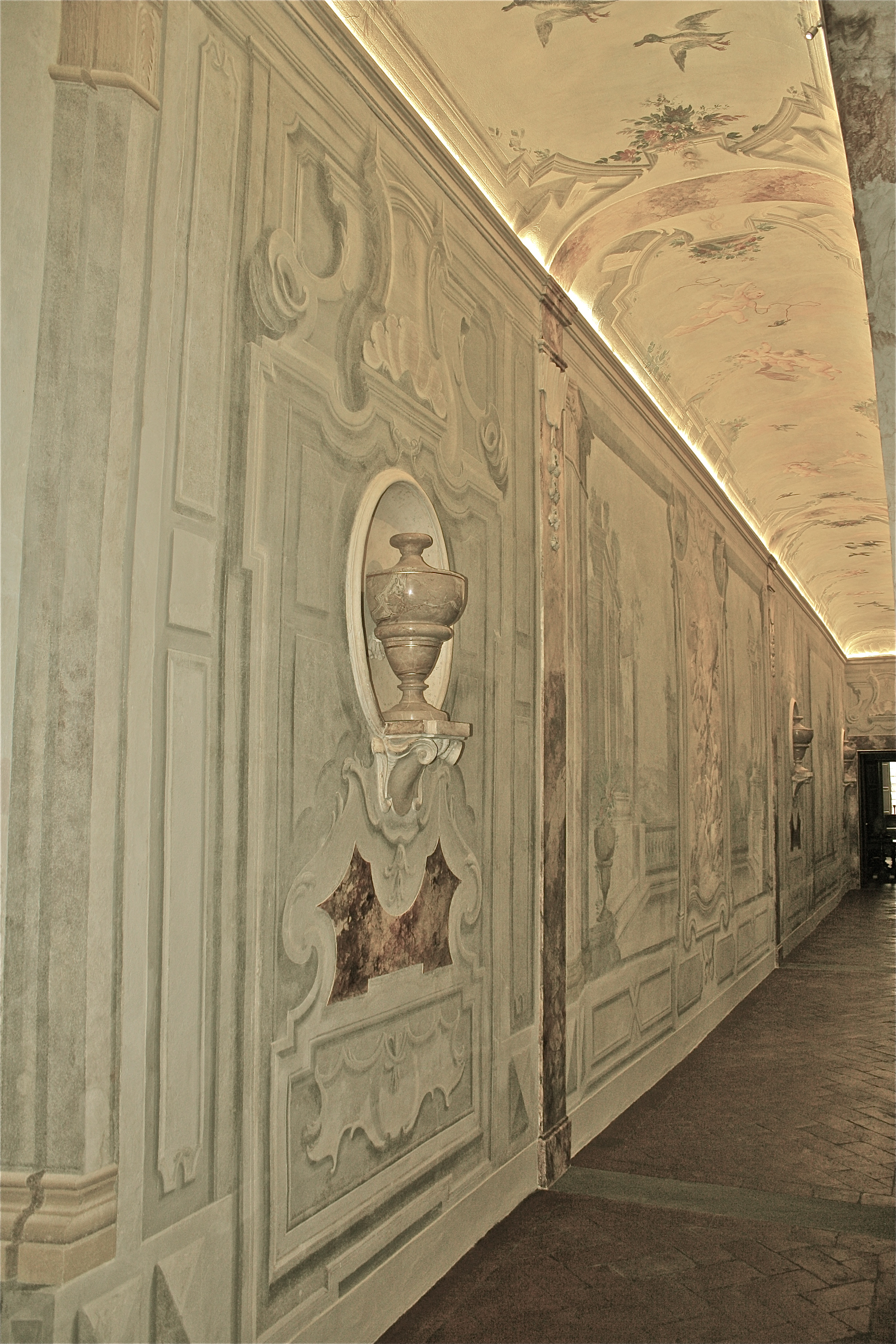
Die Galerie

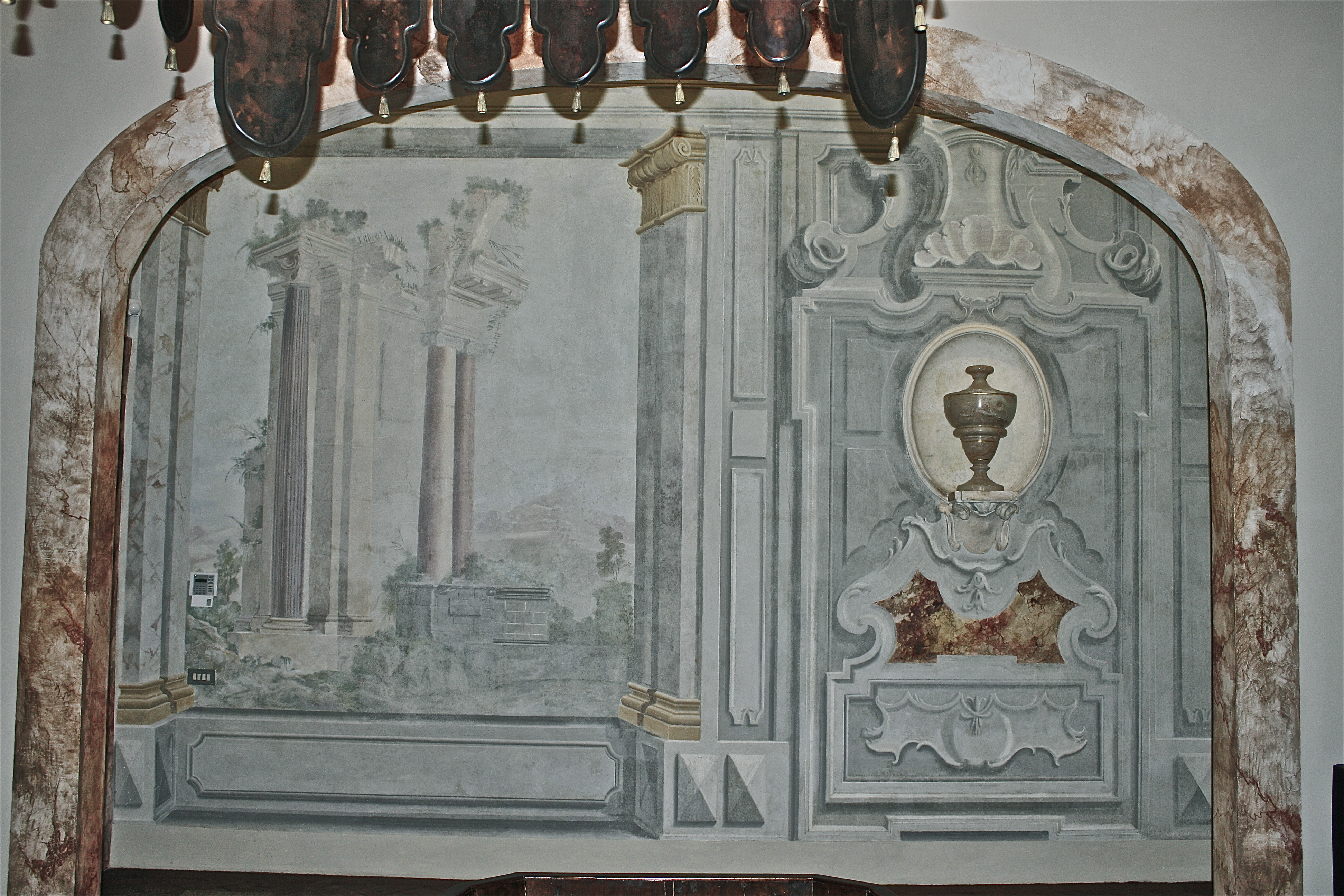
Die Galerie (Detail)

### Innen
Von den Innenräumen sind die Galerie des Piano Nobile und die 1735 von Niccolò Pintucci mit Fresken ausgestatteten Sommersalons im Erdgeschoss hervorzuheben. Im zweiten Stock, der wahrscheinlich im 18. Jahrhundert von der Ehefrau von Dami bewohnt wurde, befindet sich die alte Palastkapelle.
Eine Innentreppe aus Pietra Serena aus der Periode des Manierismus verbindet die drei Stockwerke des Palazzo mit den mittelalterlichen Kellern.
Die Galerie des Piano nobile wird von Lisenen aus Kunstmarmor unterbrochen, die mit Stuck verziert sind und die drei knorrigen Keulen des Wappens von Dami wiedergeben. Die vier Hauptnischen, die von gemalten Kartuschen umrahmt sind, werden Foggini zugeschrieben und enthielten wahrscheinlich ursprünglich Büsten römischer Kaiser, die heute nicht mehr vorhanden sind.
Die Quadraturen von Pintucci stellen antike Landschaften dar, die durch architektonische Elemente verdeckt und teilweise von wilder Vegetation bedeckt sind. In der Mitte der Galerie sind auf einer großen Tafel heidnische Götter in einer bukolischen Komposition dargestellt. Das Gewölbe wird von Putten belebt, die karmesinrote Seidenbänder und Blumengirlanden schwingen und von einem Schwarm fantastischer Vögel umgeben sind.

## Weitere Bilder

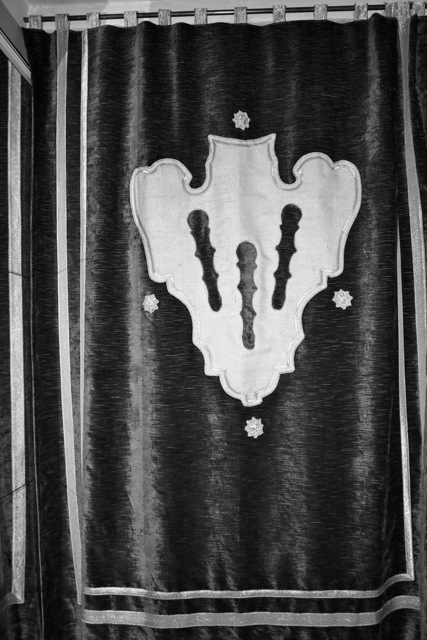
Fahne mit dem Wappen von Giuliano Dami
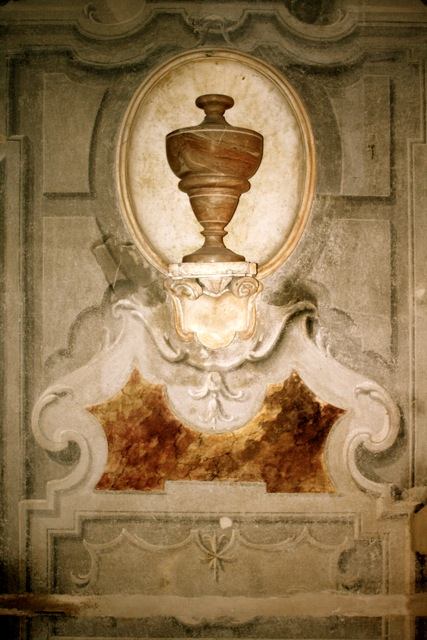
Foggini zugeschriebene Nische
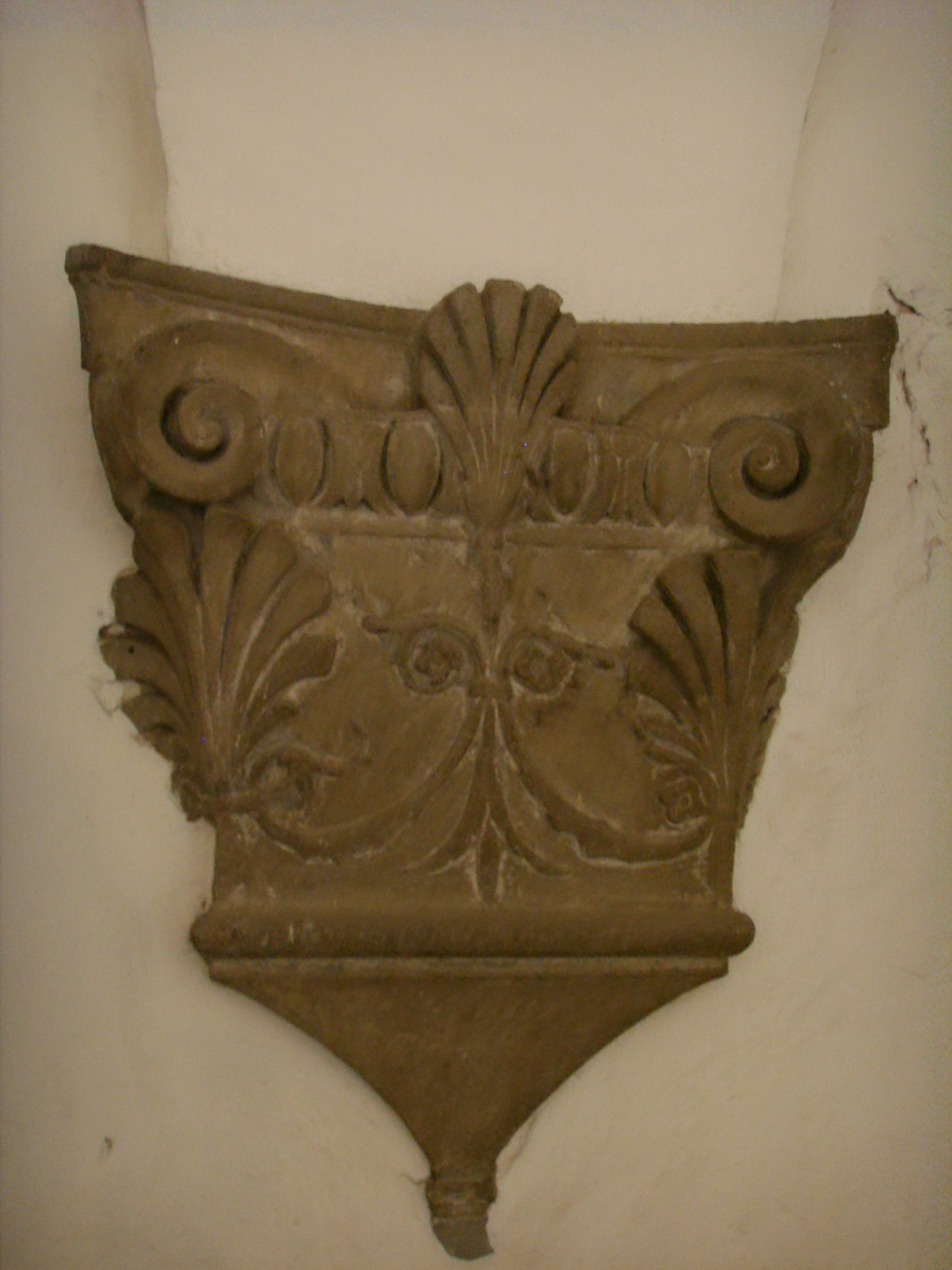
Konsole im Innenhof
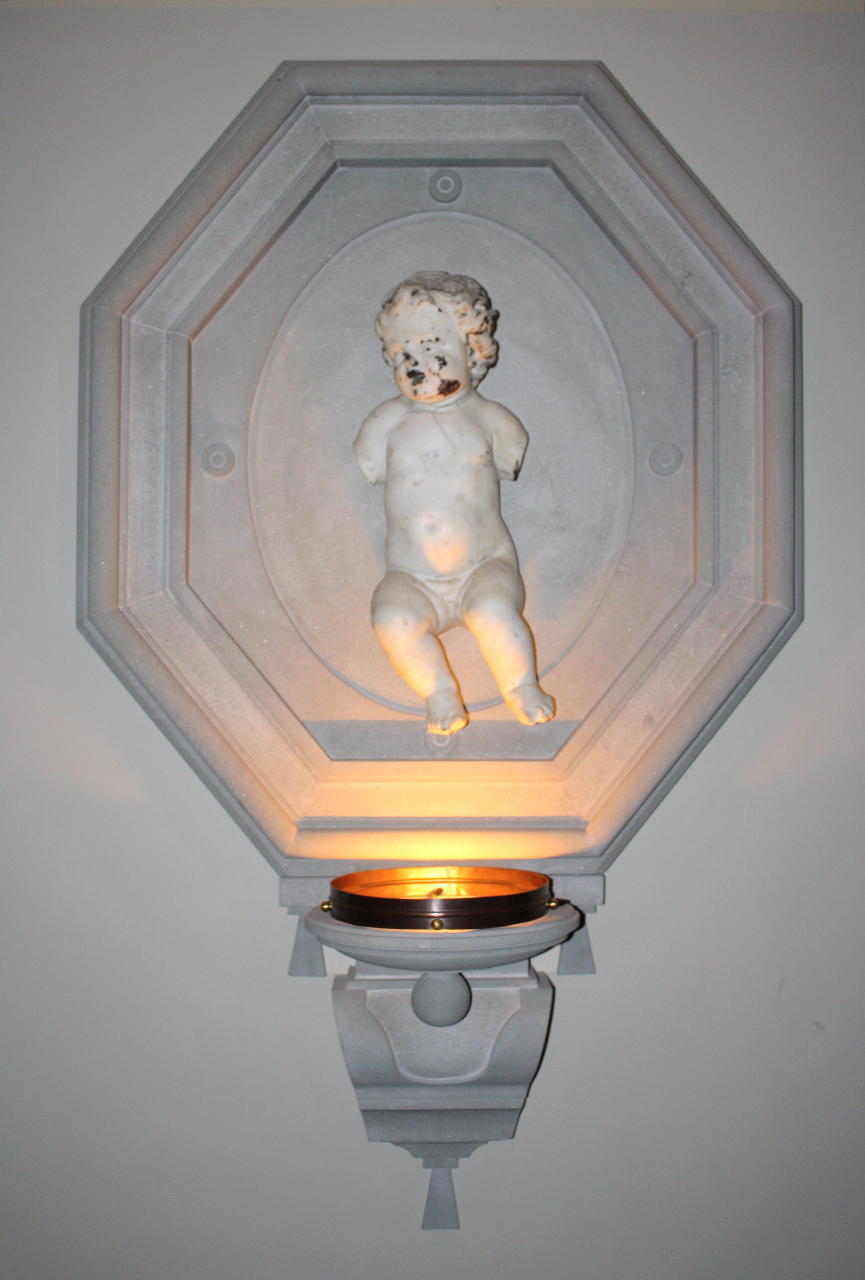
Dekoration des Schlafzimmers von Giuliano Dami
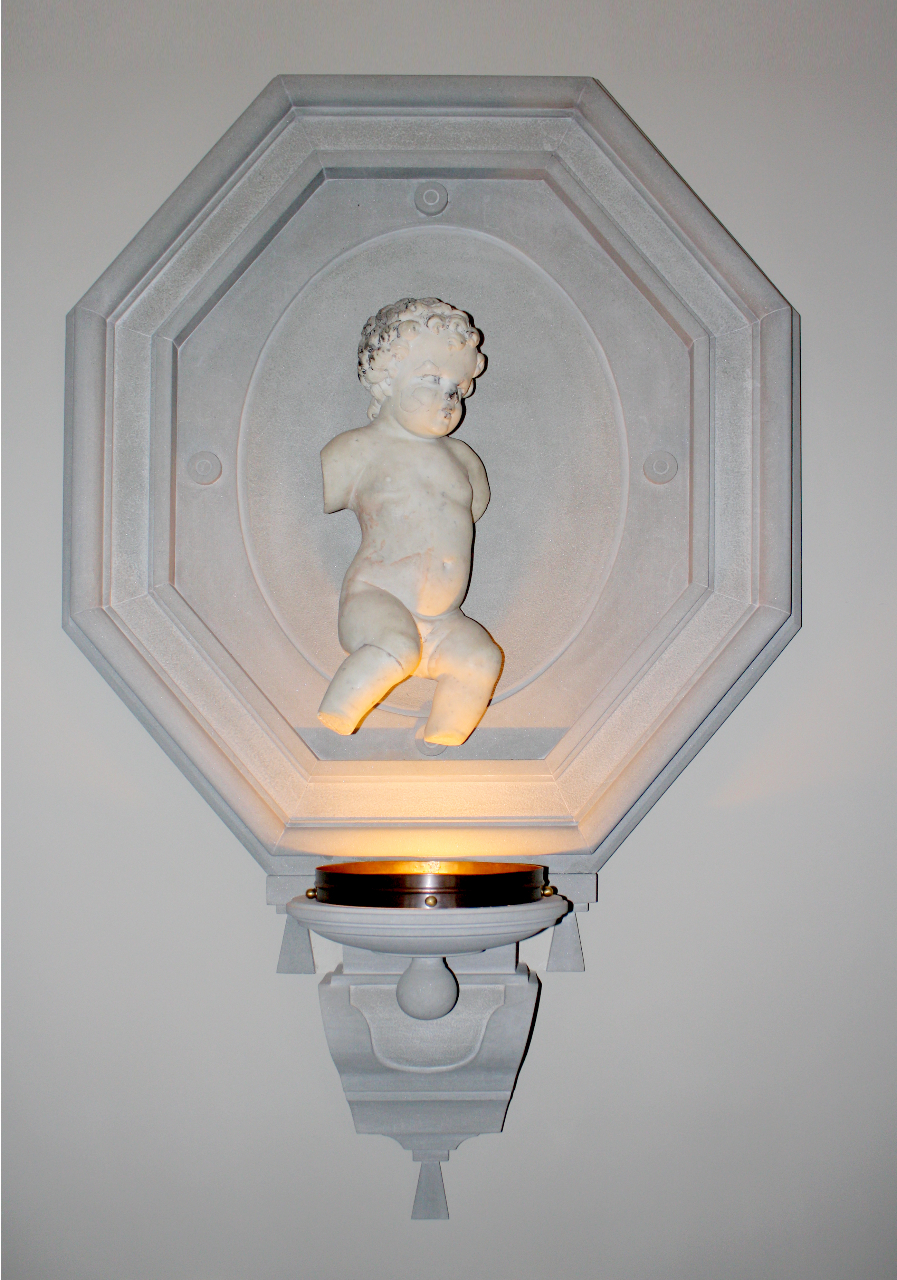
Dekoration des Schlafzimmers von Giuliano Dami